# Purple Lamborghini
«Purple Lamborghini» es una canción de Skrillex y Rick Ross. La canción fue lanzada como un sencillo para la banda sonora de Escuadrón Suicida (2016) el 22 de julio de 2016 a través de Atlantic Records y Warner Bros. La canción fue producida por Batió Billionaire y Skrillex, quién también participado en la composición de banda, junto con Rick Ross.

## Vídeoclip
El 5 de agosto de 2016 Skrillex subió el vídeo oficial a su cuenta de YouTube donde aparecen Rick Ross y Jared Leto como el Joker en la ciudad de Miami, Florida, Estados Unidos.

## Lista de sencillos
- Descarga digital[4]

1. Purple Lamborghini — 3:35

## Listas

### Semanales
| Lista (2016)                                | Mejor posición |
| ------------------------------------------- | -------------- |
| Australia (ARIA)                            | 68             |
| Canadá (Canadian Hot 100)                   | 71             |
| France (SNEP)                               | 83             |
| New Zealand Heatseekers (Recorded Music NZ) | 2              |
| Estados Unidos (Billboard Hot 100)          | 67             |
| Estados Unidos (Hot Rap Songs)              | 14             |

## Historial de lanzamiento
| En todo el mundo | 22 de julio de 2016 |